# Issigeac
Issigeac är en kommun i departementet Dordogne i regionen Nouvelle-Aquitaine i sydvästra Frankrike. Kommunen ligger i kantonen Issigeac som tillhör arrondissementet Bergerac. År 2022 hade Issigeac 748 invånare.

## Befolkningsutveckling
Antalet invånare i kommunen Issigeac
Referens:INSEE